# Pancheraccia
Pancheraccia est une commune française située dans la circonscription départementale de la Haute-Corse et le territoire de la collectivité de Corse. Elle appartient à l'ancienne piève de Rogna.

## Géographie

### Situation
Pancheraccia est une commune  de la piève de Rogna, constituée de villages en corniche sur les deux rives de la basse vallée du Tavignano. À l'instar de Giuncaggio, Antisanti et Casevecchie, elle possède des terres sur la plaine d'Aléria. Elle s'allonge du nord-ouest au sud-est sur plus de cinq kilomètres, avec une largeur décroissant de 1000 à 200 mètres. Dans sa partie nord, elle est adossée au Castello (735 m) et bordée au nord-est par le ruisseau Cursigliese ; après le confluent de celui-ci avec le Tavignano, elle traverse les collines du nord de la plaine orientale jusqu'à proximité d'Aléria. Pancheraccia est l'un des rares villages de la piève de Rogna à ne pas dominer le Tavignano, étant situé sur le versant nord-est d'une crête qui le sépare de Giuncaggio, ce dernier donnant directement sur la vallée.

### Quartiers et hameaux
- Le chef-lieu, à 500 mètres d'altitude, au nord de la commune, orienté face au nord-est sur le flanc de la montagne, au-dessus du Cursigliese, habitat traditionnel, mairie et église
- Casaperta (ou Casabertola) et Frassiccia, le long de la route nationale, plus modernes, résidentiels

Le reste de l'habitat est dispersé (Casanelli, Furnelli...).

### Communes limitrophes
- Pietraserena
- Giuncaggio
- Tallone
- Aléria

### Communications
La route nationale 200, reliant Aléria à Corte, traverse la partie basse de la commune. Le chef-lieu n'est desservi que par la route départementale 17, qui, partant de la nationale, va parcourir tout le flanc sud du massif de la Castagniccia, et ressort à Corte. Giuncaggio, situé à 300 mètres à vol d'oiseau du chef-lieu, derrière le Castellu, est à 2 kilomètres par la route. Pour aller à Tallone, qui borde la rive opposée du Cursigliese, il faut descendre jusqu'à Aléria, et remonter par la D 16, soit plus de 40 kilomètres.

## Urbanisme

### Typologie
Au 1er janvier 2024, Pancheraccia est catégorisée commune rurale à habitat très dispersé, selon la nouvelle grille communale de densité à sept niveaux définie par l'Insee en 2022.
Elle est située hors unité urbaine et hors attraction des villes,.

### Occupation des sols
L'occupation des sols de la commune, telle qu'elle ressort de la base de données européenne d’occupation biophysique des sols Corine Land Cover (CLC), est marquée par l'importance des forêts et milieux semi-naturels (78 % en 2018), une proportion identique à celle de 1990 (78,1 %). La répartition détaillée en 2018 est la suivante : 
forêts (53,3 %), milieux à végétation arbustive et/ou herbacée (21,6 %), zones agricoles hétérogènes (17,5 %), mines, décharges et chantiers (3,3 %), espaces ouverts, sans ou avec peu de végétation (3,1 %), prairies (1 %), cultures permanentes (0,2 %). L'évolution de l’occupation des sols de la commune et de ses infrastructures peut être observée sur les différentes représentations cartographiques du territoire : la carte de Cassini (XVIIIe siècle), la carte d'état-major (1820-1866) et les cartes ou photos aériennes de l'IGN pour la période actuelle (1950 à aujourd'hui).

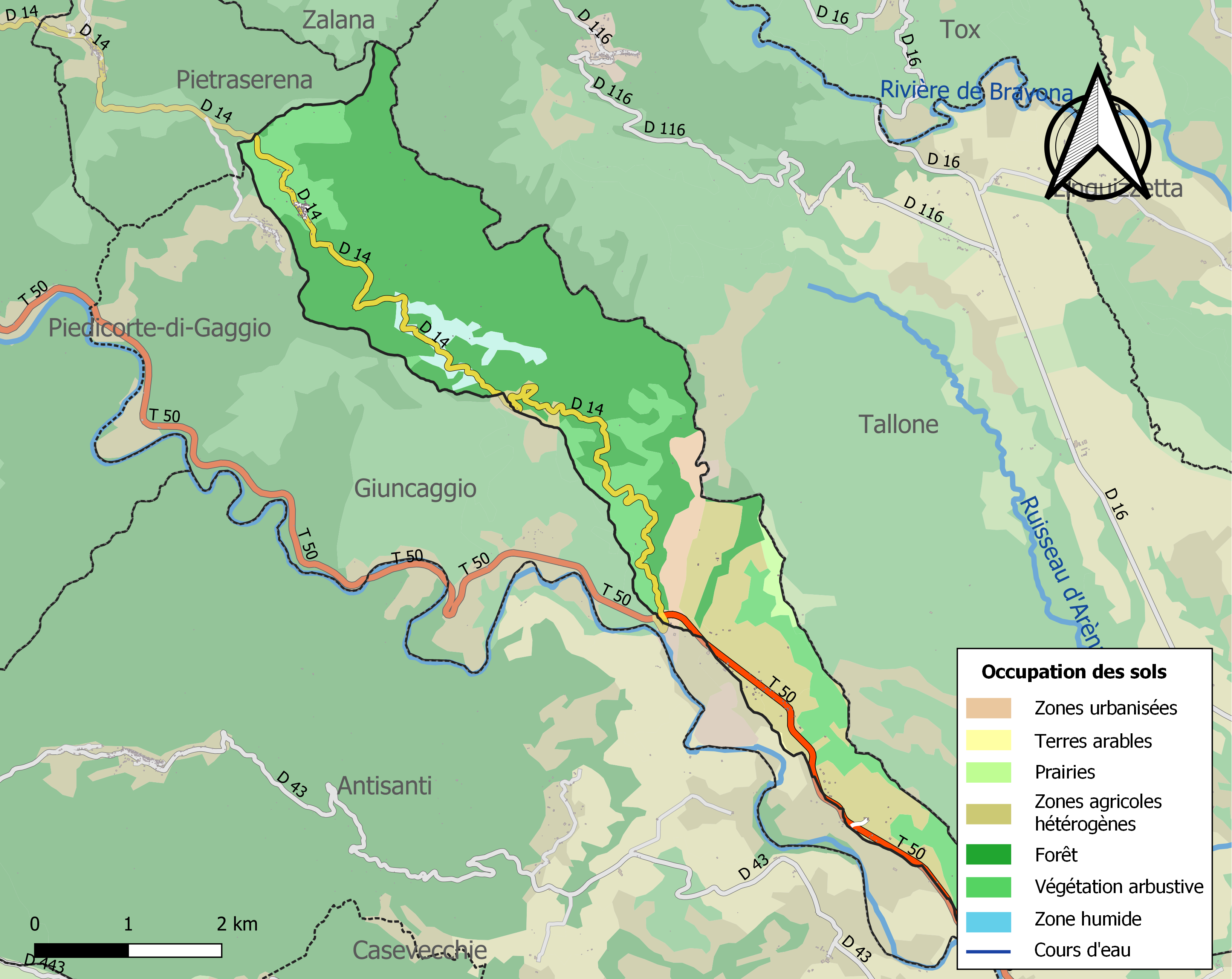
Carte des infrastructures et de l'occupation des sols de la commune en 2018 (CLC).

## Histoire

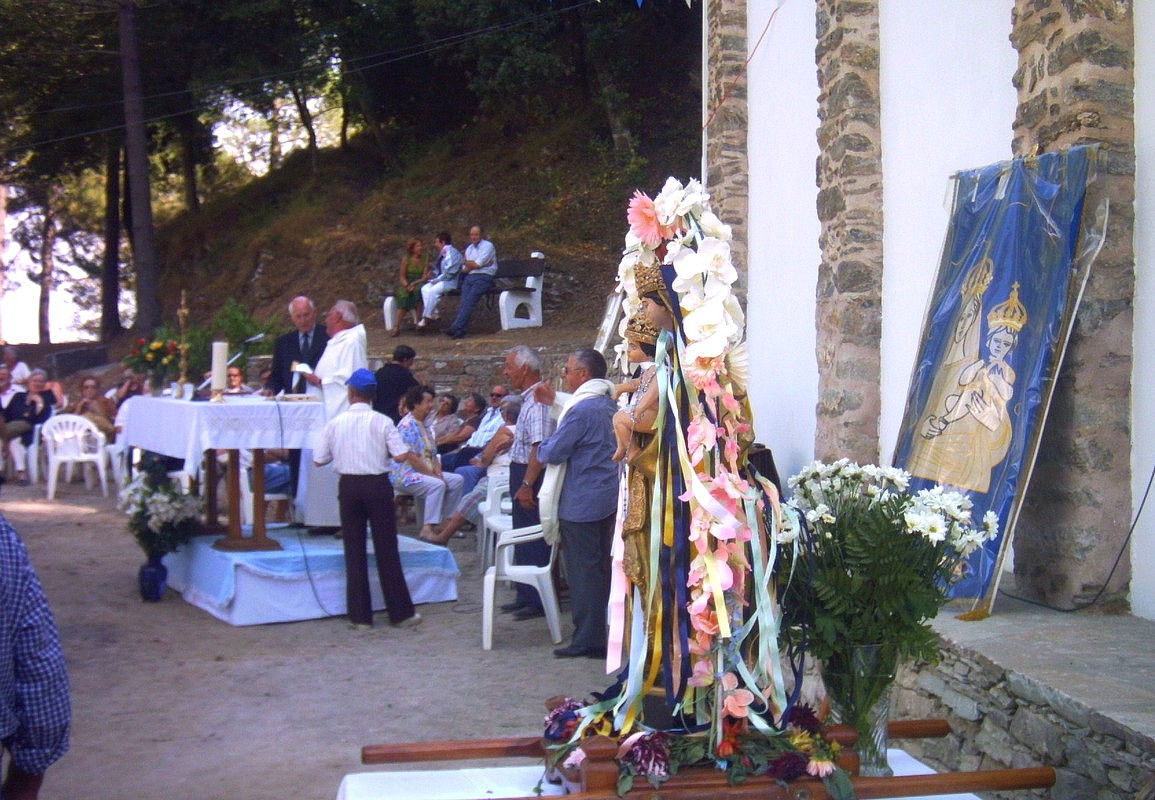
Célébration lors d'un pèlerinage à Notre-Dame de Pancheraccia.

Une carte de la Corse à l'époque romaine exposée à la Chapelle sixtine mentionne un village appelé Panche Rattia.
Avant la Révolution, Pancheraccia fait partie de la pieve de la Rogna.
Au XVIIIe siècle, la Vierge Marie serait apparue à une fillette égarée et assoiffée, et aurait fait naître pour elle une source dans la montagne. Ce miracle suscite le développement d'un culte marial et d'un pèlerinage qui se poursuivent encore aujourd'hui. L'Église catholique ne reconnaît pas officiellement cette apparition, mais approuve l'acte de dévotion mariale qu'est le pèlerinage à Notre-Dame de Pancheraccia, parfois nommée « la Lourdes corse » : « Je ne sais pas s'il y a un seul pays au monde où l'on prie autant pour a Madonna » a déclaré à Pancheraccia Jean-Luc Brunin, évêque d'Ajaccio, le 8 septembre 2007.

## Économie
La situation de Pancheraccia offre à la fois les réalités de l'intérieur et celles de la plaine littorale, sur le plan agricole notamment. L'élevage, caprin et porcin, y est représenté, autant que la culture de la vigne et des agrumes.

## Politique et administration
| Période                                  | Période  | Identité               | Étiquette | Qualité  |
| ---------------------------------------- | -------- | ---------------------- | --------- | -------- |
| avant 1981                               | ?        | Marie-Aimée Antoniotti |           |          |
| mars 2001                                | En cours | Paul Angeli            | UMP-LR    | Retraité |
| Les données manquantes sont à compléter. |          |                        |           |          |

## Démographie
L'évolution du nombre d'habitants est connue à travers les recensements de la population effectués dans la commune depuis 1800. Pour les communes de moins de 10 000 habitants, une enquête de recensement portant sur toute la population est réalisée tous les cinq ans, les populations de référence des années intermédiaires étant quant à elles estimées par interpolation ou extrapolation. Pour la commune, le premier recensement exhaustif entrant dans le cadre du nouveau dispositif a été réalisé en 2004.

En 2022, la commune comptait 197 habitants, en évolution de +8,84 % par rapport à 2016 (Haute-Corse : +5,15 %, France hors Mayotte : +2,11 %).
| 1800 | 1806 | 1821 | 1831 | 1836 | 1841 | 1846 | 1851 | 1856 |
| ---- | ---- | ---- | ---- | ---- | ---- | ---- | ---- | ---- |
| 232  | 261  | 248  | 310  | 308  | 342  | 290  | 348  | 324  |

| 1861 | 1866 | 1872 | 1876 | 1881 | 1886 | 1891 | 1896 | 1901 |
| ---- | ---- | ---- | ---- | ---- | ---- | ---- | ---- | ---- |
| 344  | 352  | 369  | 375  | 313  | 441  | 393  | 350  | 522  |

| 1906 | 1911 | 1921 | 1926 | 1931 | 1936 | 1946 | 1954 | 1962 |
| ---- | ---- | ---- | ---- | ---- | ---- | ---- | ---- | ---- |
| 535  | 520  | 557  | 761  | 542  | 511  | 461  | 410  | 150  |

| 1968 | 1975 | 1982 | 1990 | 1999 | 2004 | 2006 | 2009 | 2014 |
| ---- | ---- | ---- | ---- | ---- | ---- | ---- | ---- | ---- |
| 137  | 125  | 116  | 187  | 184  | 187  | 190  | 165  | 173  |

| 2019 | 2022 | - | - | - | - | - | - | - |
| ---- | ---- | - | - | - | - | - | - | - |
| 197  | 197  | - | - | - | - | - | - | - |

## Lieux et monuments
- L'église paroissiale de l'Annonciation, ancienne mais récemment rénovée[7]
- La chapelle Notre-Dame, édifiée au XVIIIe siècle par les habitants de Pancheraccia auprès de la source miraculeuse, qu'elle abrite dans un narthex. Une esplanade borde la chapelle, d'où on a une vue remarquable sur le sud du massif de la Castagniccia. Tous les ans aux environs du 8 septembre, date de la Nativité de Marie, des fidèles de toute la Corse se rassemblent à Pancheraccia pour honorer la Vierge. Le 8 septembre, la foule monte en procession du village jusqu'à la chapelle, où un office est célébré sur l'esplanade. Les fidèles déposent dans les anfractuosités des rochers des multitudes de bougies aux couleurs de Marie, et recueillent un peu de l'eau de la source, qu'ils emportent en souvenir du lieu.
- u Castellu, sommet ayant porté un ancien château, dominant le village à 735 mètres d'altitude.
- San Petru et San Martinu, chapelles abandonnées au voisinage de la route reliant le village à la vallée.

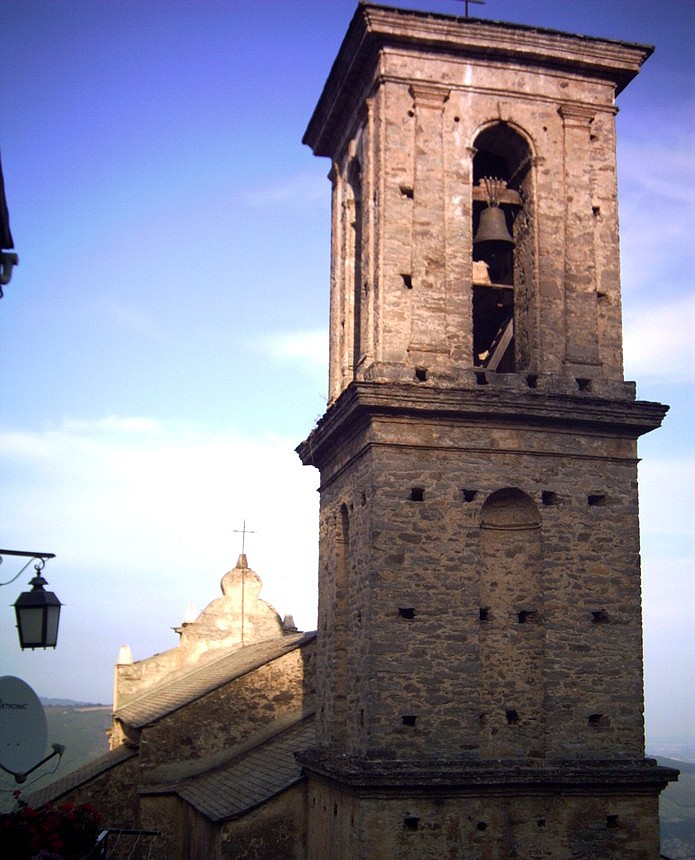
Le clocher et le toit de l'église paroissiale.
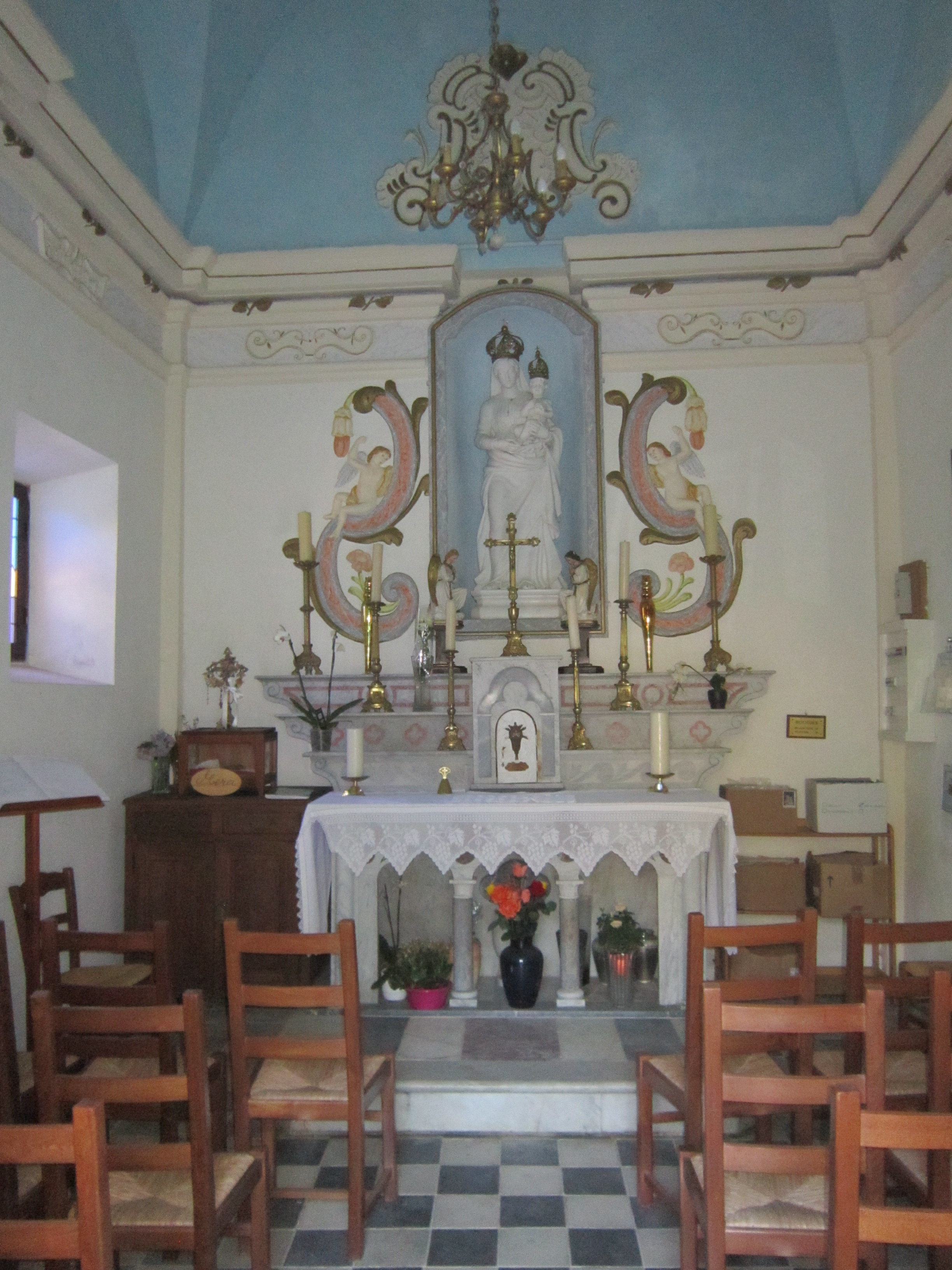
La chapelle Notre-Dame, vue intérieure. La Vierge à l'Enfant, statue de marbre blanc, date de 1848.
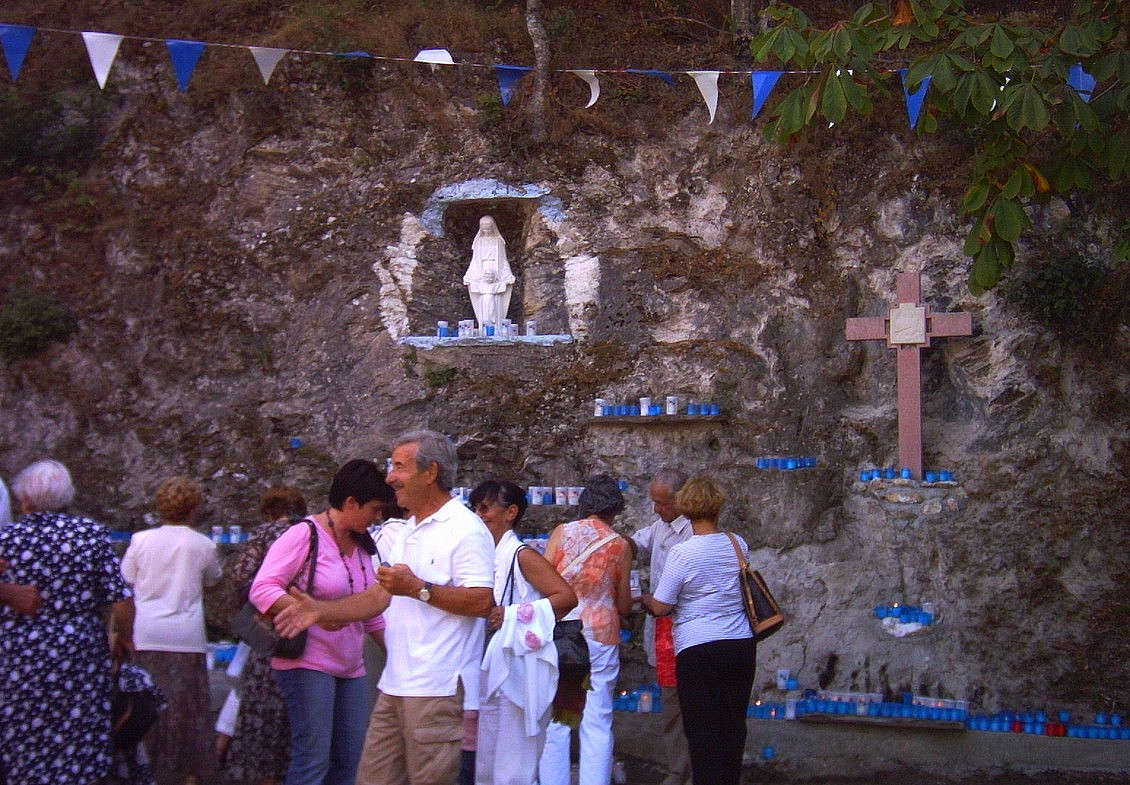
Les fidèles déposant des bougies en l'honneur de Marie un jour de pèlerinage.
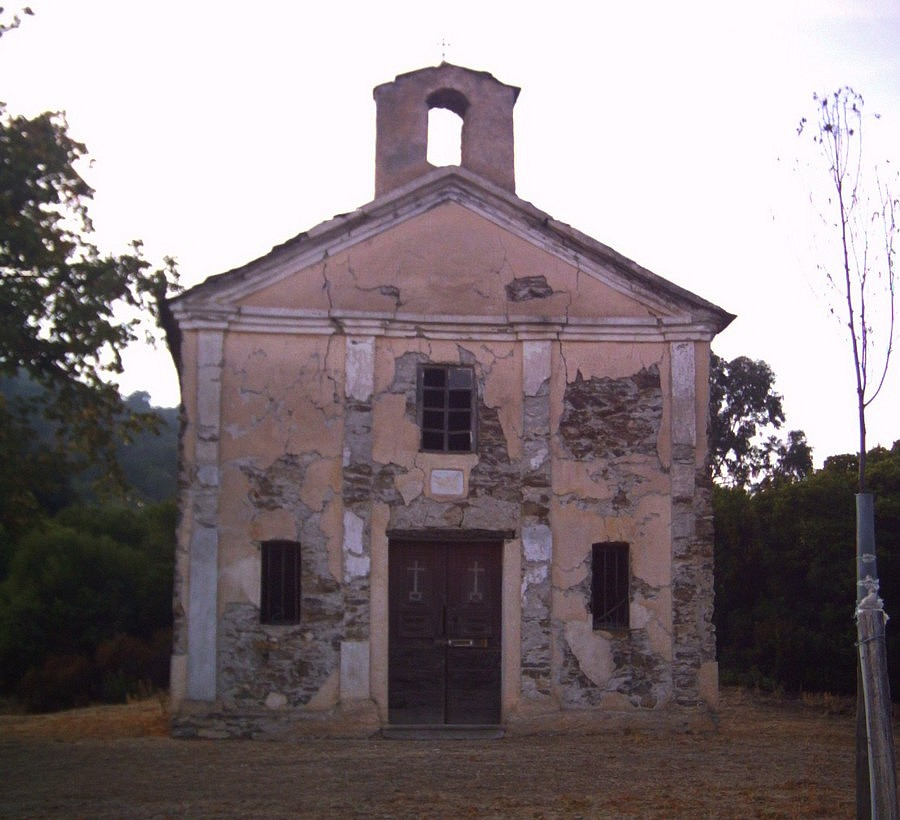
La chapelle San Petru, à l'état d'abandon.

## Personnalités liées à la commune
Patrice Franceschi, écrivain aventurier, poète et baroudeur engagé, en est originaire par sa famille,.